# Trip hop
Trip Hop er en stilart af downtempo-musik, repræsenteret af kunstere som bl.a. Massive Attack, Portishead og Tricky. Musikalsk er trip hop karakteriseret med en lidt en downtempo blanding af genrer som hip hop, electronica, reggae, rock, jazz osv.. Tunge beats, klare melodier og en fremtrædende vokal kendetegner ofte genren. Rap forekommer også i trip hop-musik, men er ikke så almindelig som i amerikansk hip hop. Trip hop-musikken opstod i den engelske by Bristol i 90'erne, som et modstykke til den amerikanske hip hop der i stigende grad overtog det europæiske musikmarked. Navnet 'trip hop' skulle dække over en mere syret og afslappet form for hip hop, med fremtrædende beats, inspireret af den jamaicanske dub- og reggaegenre, og syrede og eksperimentelle riffs og temaer.

## Den nordiske Trip Hop
I Danmark gav Blue Foundation Trip Hop en nordisk sound, med debutalbummet "33" (2003). Årets efter udsendte de den kommercielle succes Sweep of Days(2004). Af andre danske kunstnere, der har haft med berøring med Trip Hoppen kan nævnes Under Byen, 180° Virvar, Ginmann/Jørgensen, Balstyrko og Manus Nigra.